# Орден Трудового Красного Знамени (Чехословакия)
 Орден Трудового Красного Знамени  — государственная награда Чехословакии.

## История
Орден Трудового Красного Знамени был основан постановлением правительства № 24/1955 от 4 мая 1955 года, которым были основаны ордена «Орден Трудового Красного Знамени», «Орден Красной Звезды Труда» и медали «За трудовую верность» «За трудовую самоотверженность» с целью поощрения заслуг в строительстве социализма в Чехословакии, за многолетнюю образцовую работу по профессии.
Дополнением председателя правительства № 26/1955 от 25 мая 1955 года был опубликован статут «Ордена Трудового Красного Знамени», «Ордена Красной Звезды Труда» и медалей «За трудовую верность», «За трудовую самоотверженность».

## Описание
Знак ордена — серебряная шестерня, внизу обременённая липовыми ветками, из которых вертикально торчит сноп колосьев пшеницы, увенчанных пятиконечной звездой красной эмали. Поверх композиции развевающееся знамя красной эмали.
Знак при помощи фигурного звена в виде двух веточек липы подвешен к орденской ленте.
Реверс знака был исполнен в двух типах:
- до 1960 года — на шестерню помещён гербовой коронованный лев Богемии со словацким щитком на груди;
- после 1960 года — на шестерню помещён герб Чехословакии.

Орденская лента муаровая голубого цвета с синей полоской посередине, тонкой белой и более широкой красной полоской по краям.
 Для повседневного ношения имеется планка, обтянутая орденской лентой.